# زیکروده
زیکروده (به آلمانی: Sickerode) یک شهر در آلمان است که در آیشسفلد واقع شده‌است. زیکروده ۱۶۵ نفر جمعیت دارد.